# 芦洞駅
芦洞駅（ロドンえき、朝鮮語: 로동역）は、朝鮮民主主義人民共和国咸鏡北道吉州郡錦川里にある、朝鮮民主主義人民共和国鉄道省平羅線と日炭線の鉄道駅である。

## 概要
当駅は、吉州郡に入って最初の駅である。所属は、清津鉄道総局。

## 歴史
- 1924年10月11日：開業[1]。

## 隣の駅
- 平羅線
  - 院坪駅 - 芦洞駅 - 吉州青年駅
- 日炭線
  - 芦洞駅 - 日炭駅